# Klettgau
Klettgau est une commune de Bade-Wurtemberg (Allemagne), située dans l'arrondissement de Waldshut, dans le district de Fribourg-en-Brisgau.

## Quartiers
La commune de Klettgau a été constituée le 1er août 1971, dans le cadre de la réforme territoriale du Bade-Wurtemberg, à partir des communes précédemment indépendantes d'Erzingen, Grießen, Rechberg, Riedern am Sand et Weisweil. Le 1er janvier 1975 y furent encore intégrées les communes de Bühl et Geißlingen.

### Armoiries des anciennes communes

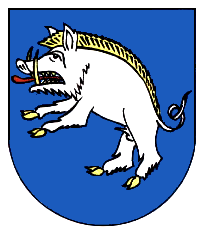
Erzingen
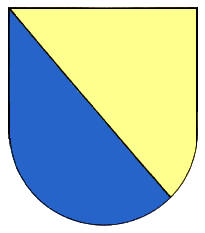
Grießen
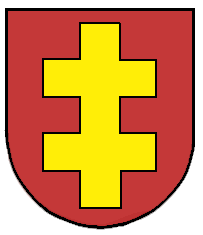
Rechberg
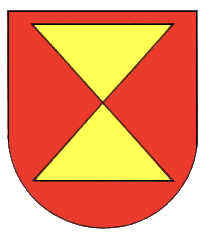
Riedern am Sand
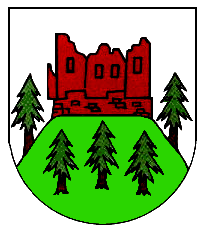
Weisweil
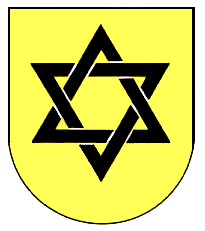
Bühl
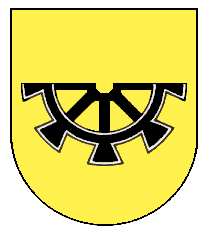
Geißlingen

## Jumelage
- Clisson (France) depuis 1976
- Gétigné (France) depuis 2003
- Sanza (Italie) depuis 2006